# Вальєса-де-ла-Гуаренья
Вальєса-де-ла-Гуаренья (ісп. Vallesa de la Guareña) — муніципалітет в Іспанії, у складі автономної спільноти Кастилія-і-Леон, у провінції Самора. Населення — 131 особа (2010).
Муніципалітет розташований на відстані близько 160 км на північний захід від Мадрида, 55 км на південний схід від Самори.
На території муніципалітету розташовані такі населені пункти: (дані про населення за 2010 рік)
- Ольмо-де-ла-Гуаренья: 44 особи
- Вальєса-де-ла-Гуаренья: 87 осіб

## Демографія
Динаміка населення (INE ):